# Paxton Hibben
Paxton Pattison Hibben (né le 5 décembre 1880 à Indianapolis et décédé le 5 décembre 1928  à New York) est un diplomate, journaliste, écrivain, humanitaire et militaire américain.
Après avoir été diplômé de Princeton et d'Harvard, il travailla pendant 7 ans pour le service extérieur des États-Unis, y étant nommé par le président Theodore Roosevelt. Il a occupé des postes diplomatiques à Saint-Pétersbourg (où il assista à la Révolution russe de 1905 et où il fut nommé à l'Ordre du Trésor sacré, la plus haute distinction civile du Japon pour son action envers les prisonniers de guerre japonais internés dans la ville à la suite de la Guerre russo-japonaise), Mexico, Bogota, La Haye et Santiago du Chili.
Il rejoignit ensuite le Parti progressiste et devient l'un des assistants de Theodore Roosevelt pour sa campagne à l'occasion de l'élection présidentielle américaine de 1912, perdue au profit de Woodrow Wilson.
Pendant la Première Guerre mondiale, avant l'entrée en guerre des États-Unis, il devient reporter de guerre sur le théâtre européen. Quand son pays entra dans la guerre, il s'engagea dans l'armée avec le rang de  captain dans l'artillerie. Il servit sur le front occidental et principalement en France.
Après la guerre, il resta mobilisé en France puis en Arménie où il participa à la reconstruction du pays. Il y développa un fort engagement humanitaire et s'impliqua fortement auprès de la Croix-Rouge pour sauver des enfants lors de la famine soviétique de 1921-1922.
Durant toute cette époque, il écrivit énormément d'articles sur la politique et les relations internationales. Il est l'auteur de plusieurs livres notamment sur la famine de 1921-22, la monarchie grecque, ainsi que des biographies d'Henry Ward Beecher et de William Jennings Bryan.
Il mourut à 48 ans d'une pneumonie. Ses cendres furent transférées à Moscou, à la demande du gouvernement soviétique et acceptée par sa veuve Sheila, pour y recevoir les honneurs de funérailles nationales en tant qu'Ami de l'Union soviétique, à la suite de son action lors de la famine. Ses cendres furent inhumées au Couvent de Novodievitchi où sont enterrés plusieurs des grands noms de la littérature russe.
Il fait partie des personnalités dont John Dos Passos a écrit une courte biographie, au sein de sa trilogie U.S.A..